# Diane Keaton
Diane Keaton, nascuda Diane Hall (Los Angeles, Califòrnia, 5 de gener de 1946), és una actriu, directora i productora de cinema estatunidenca. Feu els seus primers passos en el món del teatre des de ben jove, a la dècada del 1960, i debutà a la pantalla gran el 1970. Francis Ford Coppola li oferí el seu primer paper important en el cinema, interpretant Kay Adams-Corleone a El Padrí. Tanmateix, les pel·lícules que marcaren el començament de la seva carrera foren del director i actor Woody Allen: Play It Again, Sam (1972), El dormilega (1973) i L'última nit de Borís Gruixenko (1975). Els llargmetratges del cineasta la consolidaren com a actriu còmica i el 1978 fins i tot guanyà l'Oscar a la millor actriu pel seu paper a Annie Hall.
En els últims anys de la dècada del 1970, Keaton reorientà la seva carrera cinematogràfica cap a altres gèneres per no quedar-se encasellada com a actriu de comèdies.

## Carrera
Keaton va començar al teatre; i va debutar al cinema el 1970. El primer paper important va ser com Kay Adams a El Padrí, però les pel·lícules dels primers anys van ser les que va fer amb en Woody Allen.
Les primeres dues pel·lícules per a Allen, El dormilega (Sleeper, 1973) i L'última nit de Borís Gruixenko (Love and Death, 1975), la van establir com una actriu còmica. La tercera, Annie Hall, (1977) li va fer guanyar guanyar el premi Oscar com a millor actriu.
Després va fer papers diferents per a no quedar-se a l'estereotip del personatge de Annie Hall. Es va convertir en una consumada actriu dramàtica, començant amb Buscant al Sr. Goodbar (Looking for Mr. Goodbar, 1977). Va ser candidata a l'Oscar per Reds (1981) i Marvin's Room (1996).
Algunes de les pel·lícules més recents són El pare de la núvia (Father of the Bride, 1991), El club de les primeres esposes (The First Wives Club, 1996), i Quan menys t'ho esperes (Something's Gotta Give, 2003).
Les seves pel·lícules han recaptat en total més de 1.100 milions de dòlars només als Estats Units. A més d'actuar, és també fotògrafa, agent de la propietat immobiliària i cantant ocasional.

## Filmografia

### Cinema
| Any  | Títol                                                                  | Paper                 | Notes |
| ---- | ---------------------------------------------------------------------- | --------------------- | --- |
| 1970 | Lovers and Other Strangers                                             | Joan Vecchio          | |
| 1972 | El padrí (The Godfather)                                               | Kay Adams-Corleone    | |
| 1972 | Play It Again, Sam                                                     | Linda Christie        | |
| 1973 | El dormilega                                                           | Luna Schlosser        | |
| 1974 | El Padrí II (The Godfather Part II)                                    | Kay Adams-Corleone    | |
| 1975 | L'última nit de Borís Gruixenko (Love and Death)                       | Sonja                 | |
| 1975 | Harry i Walter se'n van a Nova York (Harry and Walter Go to Nova York) | Lissa Chesnut         | |
| 1977 | Annie Hall                                                             | Annie Hall            | Oscar a la millor actriu BAFTA a la millor actriu Globus d'Or a la millor actriu musical o còmica                                                                            |
| 1977 | Looking for Mr. Goodbar                                                | Theresa Dunn          | Premi Fotogramas de Plata − Millor pel·lícula estrangera (també per Interiors) Nominada − Globus d'Or a la millor actriu dramàtica                                           |
| 1978 | Interiors                                                              | Renata                | Premios Fotogramas de Plata − Millor pel·lícula estrangera (també per Looking for Mr. Goodbar)                                                                               |
| 1979 | Manhattan                                                              | Mary Wilkie           | Nominada − BAFTA a la millor actriu |
| 1981 | Reds                                                                   | Louise Bryant         | David di Donatello a la millor actriu estrangera Nominada − Oscar a la millor actriu Nominada − BAFTA a la millor actriu Nominada − Globus d'Or a la millor actriu dramàtica |
| 1982 | Shoot the Moon                                                         | Faith Dunlap          | Nominada − Globus d'Or a la millor actriu dramàtica |
| 1983 | Mrs. Soffel                                                            | Kate Soffel           | Nominada − Globus d'Or a la millor actriu dramàtica |
| 1984 | La noia del timbal (The Little Drummer Girl)                           | Charlie               | |
| 1986 | Crimes of the Heart                                                    | Lenny Magrath         | |
| 1987 | Dies de ràdio (Radio Days)                                             | Cantant del New Year  | Cameo |
| 1987 | Baby Boom                                                              | J.C. Wiatt            | Nominada − Globus d'Or a la millor actriu musical o còmica |
| 1987 | Heaven                                                                 |                       | Documental, també guionista/director |
| 1988 | The Good Mother                                                        | Anna Dunlap           | |
| 1990 | El padrí III (The Godfather: Part III)                                 | Kay Adams             | |
| 1990 | Les Lemon Sisters (The Lemon Sisters)                                  | Eloise Hamer          | |
| 1991 | El pare de la núvia (Father of the Bride)                              | Nina Banks            | |
| 1993 | Misteriós assassinat a Manhattan (Manhattan Murder Mystery)            | Carol Lipton          | Nominada − Globus d'Or a la millor actriu musical o còmica |
| 1995 | Torna el pare de la núvia (Father of the Bride Part II)                | Nina Banks            | |
| 1995 | Amelia Earhart: The Final Flight                                       | Amelia Earhart        | Nominada − Primetime Emmy a la millor actriu en minisèrie o telefilm Nominada − Globus d'Or a la millor actriu en minisèrie o telefilm                                       |
| 1996 | The First Wives Club                                                   | Annie Paradis         | |
| 1996 | Marvin's Room                                                          | Bessie Greenfield     | Nominada − Oscar a la millor actriu |
| 1997 | La meva única emoció (The Only Thrill)                                 | Carol Fitzsimmons     | |
| 1999 | The Other Sister                                                       | Elizabeth Tate        | |
| 2000 | Penjades (Hanging Up)                                                  | Georgia Mozell        | també directora |
| 2001 | Town & Country                                                         | Ellie Stoddard        | |
| 2001 | Les ensenyances de la germana Mary (Sister Mary Explains It All)       | Germana Mary Ignatius | |
| 2003 | Quan menys t'ho esperes (Something's Gotta Give)                       | Erica Jane Barry      | Globus d'Or a la millor actriu musical o còmica Nominada − Oscar a la millor actriu                                                                                          |
| 2003 | Elephant                                                               |                       | Productor |
| 2005 | La joia de la família (The Family Stone)                               | Sybil Stone           | |
| 2007 | Perquè ho dic jo (Because I Said So)                                   | Daphne Wilder         | |
| 2007 | Mama's Boy                                                             | Jan Mannus            | |
| 2008 | Mad Money                                                              | Bridget Cardigan      | |
| 2008 | Smother                                                                | Marilyn Cooper        | |
| 2010 | Morning Glory                                                          | Colleen Peck          | |
| 2012 | Per fi sols! (Darling Companion)                                       | Beth                  | |
| 2013 | La gran boda (The Big Wedding)                                         | Ellie Griffin         | |
| 2014 | And So It Goes                                                         | Leah                  | |
| 2014 | Àtic sense ascensor                                                    | Ruth                  | |